# Paddington 2
Paddington 2 – brytyjsko-francusko-kanadyjsko-amerykański film familijny z 2017 roku w reżyserii Paula Kinga, kontynuacja filmu Paddington z 2014 roku.

## Obsada
| Rola | Aktor                | Polski dubbing          |
| --- | -------------------- | ----------------------- |
| Paddington | Ben Whishaw          | Artur Żmijewski         |
| Henry Brown | Hugh Bonneville      | Aleksander Mikołajczak  |
| Mary Brown | Sally Hawkins        | Jolanta Fraszyńska      |
| Judy Brown | Madeleine Harris     | Wiktoria Gąsiewska      |
| Jonathan Brown | Samuel Joslin        | Szymon Konarski         |
| pani Bird | Julie Walters        | Teresa Lipowska         |
| Samuel Gruber | Jim Broadbent        | Zdzisław Wardejn        |
| pan Curry | Peter Capaldi        | Grzegorz Wons           |
| ciocia Lucy | Imelda Staunton      | Grażyna Zielińska       |
| wujek Pastuzo | Michael Gambon       | Sylwester Maciejewski   |
| „Knuckles” McGinty | Brendan Gleeson      | Adam Ferency            |
| Phoenix Buchanan | Hugh Grant           | Rafał Królikowski       |
| Dr Jafri | Sanjeev Bhaskar      | Adam Bauman             |
| Pan Barnes | Robbie Gee           | Karol Pocheć            |
| Pułkownik Lancaster | Ben Miller           | Stefan Knothe           |
| Panna Kitts | Jessica Hynes        | Kinga Tabor             |
| Mademoiselle Dubois | Marie-France Alvarez | Julia Kołakowska-Bytner |
| Oskarżycielka | Meera Syal           | Agata Gawrońska-Bauman  |
| Sędzia Gerald Biggleswade | Tom Conti            | Wojciech Duryasz        |
| Phibs | Noah Taylor          | Waldemar Barwiński      |
| Opracowanie i udźwiękowienie wersji polskiej: na zlecenie StudioCanal Master Film Reżyseria: Elżbieta Jeżewska Tłumaczenie i dialogi: Karolina Anna Kowalska Dźwięk: Karol Piwowarski Montaż: Jan Graboś Kierownictwo produkcji: Agnieszka Kołodziejczyk Zgranie filmu: Studio Soundplace Tomasz Dukszta i Jan Chojnacki W pozostałych rolach: Przemysław Bluszcz (Łycha), Izabella Bukowska-Chądzyńska (Flick), Jacek Król, Jolanta Wołłejko-Plucińska, Michał Sitarski, Krzysztof Banaszyk, Wojciech Chorąży, Paweł Ciołkosz, Klaudiusz Kaufmann, Janusz Wituch |                      |                         |